# فهرست سازمان‌های ضدجنگ
سازمان‌های ضد جنگ جمعیت‌های مردم‌نهادی هستند که به‌منظور تسهیل مقاومتِ سازمان‌یافته و اصولی دربرابر جنگ و کشتار تشکیل شده‌اند. این لیست سعی دارد تا سازمان‌ها، نهادها یا هر جمعیت صلح‌طلب و ضدجنگی که تاکنون در جهان فعال بوده‌است را مرتب و دردسترس قراردهد.

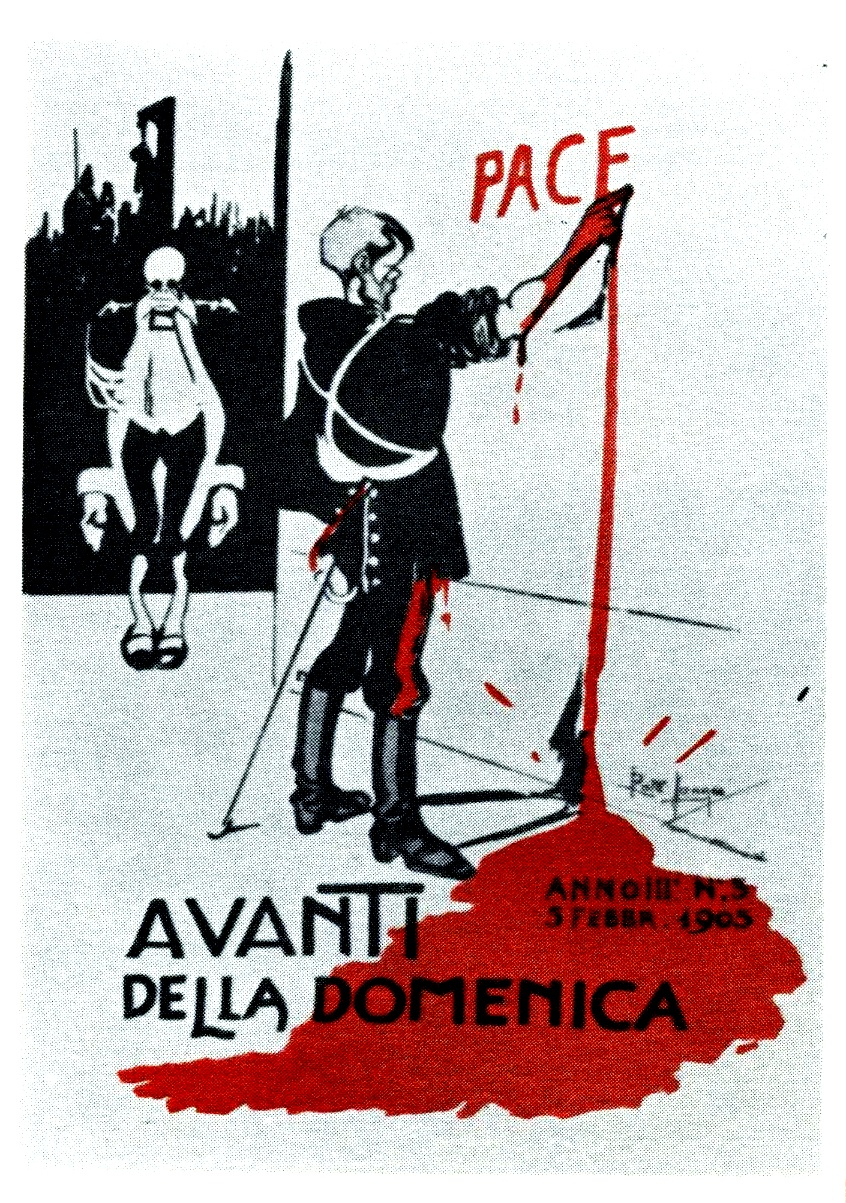
یک پوستر ضدجنگ

## بین‌المللی
- مقاومت بین‌المللی دربرابر جنگ
- فراسوی جنگ
- سازمان صلح‌طلبان مسیحی
- کنفرانس دارتموث
- سازمان عدم درگیری با مردم ایران
- مؤسسه اقتصاد و صلح
- کمپین بین‌المللی علیه خشونت در عراق
- کارزار بین‌المللی برای نابودی سلاح‌های هسته‌ای
- کارزار جهانی علیه مین‌های زمینی
- انجمن بین‌المللی آشتی
- دفتر بین‌المللی صلح
- سازمان بین‌المللی پزشکان برای جلوگیری از جنگ هسته‌ای
- سازمان ابتکارعمل زنان برندهٔ نوبل
- صلح یک روز
- نیروی حافظ صلح علیه خشونت
- بریگادهای صلح بین‌الملل
- کنفرانس پاگواش در امور علمی و جهانی
- سازمان دانش‌آموزی عدالت برای فلسطین
- پروژهٔ عدم خشونت
- اتحادیه بین‌المللی زنان برای صلح و آزادی
- شورای جهانی صلح
- کنگره جهانی روشنفکران برای صلح

## آسیا
- بحیرن
- صلح اکنون
- شورای ملی صلح

## اروپا
- جامعه دانمارکی صلح
- جامعه صلح آلمان
- لیگ صلح و آزادی
- کمیته صلح شوروی
- کمیته جنگ را متوقف کنید!
- کمپین خلع سلاح هسته‌ای
- کمیته ۱۰۰
- کمیته اقدام مستقیم
- خدمات داوطلبانه بین‌المللی
- اتحاد سوگند صلح
- ائتلاف توقف جنگ

## ایالات متحده آمریکا

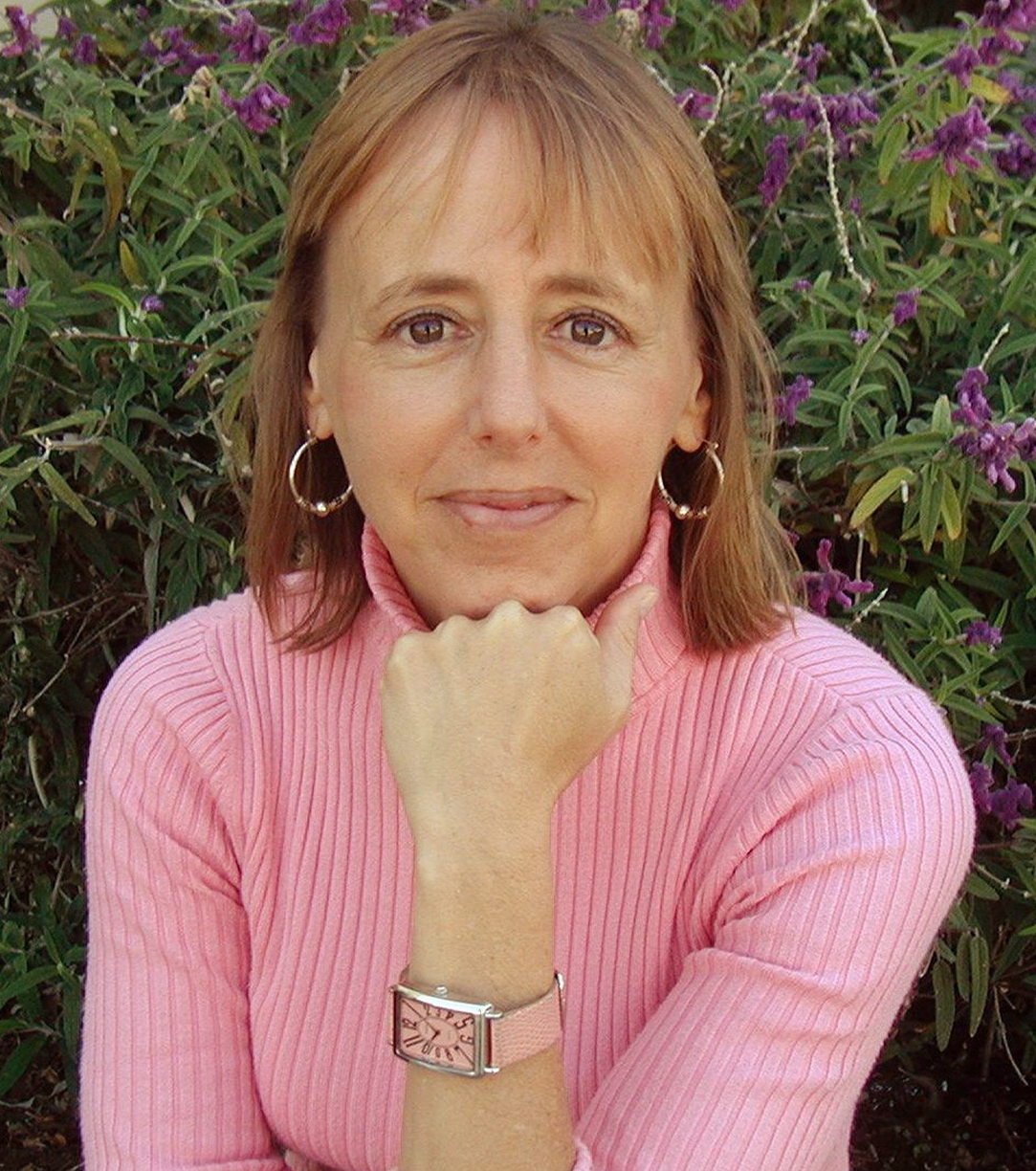
میدیا بنجامین، فعال مشهور ضدجنگ آمریکایی و بنیانگذار سازمان کدپینک

- کمیته اول آمریکا
- لیگ آمریکایی ضد جنگ و فاشیسم
- بسیج آمریکایی صلح
- مادری دیگر برای صلح
- Antiwar.com
- بوفالو ۹
- کد پینک
- کمیته مرکزی منونایت
- پایان جنگ در ویتنام
- حزب صلح زنان
- اتحاد دانشجویی شهرستان اورنج
- جهان نمی‌تواند منتظر بماند

## ادیان
- کمیته آمریکایی خدمات دوستان
- فلوشیپ آنگلیکان صلح‌طلب
- جنبش کارمان کاتولیک
- کنفرانس صلح مسیحی
- فلوشیپ متودیست صلح
- پاکس کریستی
- فلوشیپ صلح بودایی‌ها